# حامولاوية
حامولاوية (الاسم العلمي: Cuscuteae) هي قبيلة من النباتات تتبع فصيلة المحمودية من الرتبة الباذنجانيات.

## أجناس الحامولاوية
- الحامول